# Tumuli-dolmens du Mont-de-Senne

Les tumuli-dolmens du Mont-de-Senne sont situés sur le territoire de la commune de Dezize-lès-Maranges dans le département français de Saône-et-Loire et la région Bourgogne-Franche-Comté.

## Historique
Ils font l'objet d'un classement au titre des monuments historiques depuis le 2 mars 1912.

## Dolmen du Cul Blanc
Le dolmen a conservé son tumulus. La chambre mesure 3,46 m de long sur 1,27 m de large avec une hauteur sous table de couverture de 0,75 m. Le chevet et le côté ouest de la chambre sont constitués à chaque fois par deux orthostates (1,39 m et 1 m pour ceux du côté ouest). Le côté est est bâti en pierres sèches.